# (3653) Klimishin
(3653) Klimishin est un astéroïde de la ceinture principale.

## Description
(3653) Klimishin est un astéroïde de la ceinture principale. Il fut découvert le 25 avril 1979 à Naoutchnyï par Nikolaï Tchernykh. Il présente une orbite caractérisée par un demi-grand axe de 2,24 UA, une excentricité de 0,10 et une inclinaison de 5,0° par rapport à l'écliptique.

## Compléments